# 愛之詩
《愛之詩》，新堂冬樹的小說。2006年由TBS改編為電視劇。

## 概要
2004年1月由角川書店出版。2004年2月11日，出版了由新堂冬樹監修的印象CD。2006年2月由角川文庫文庫版再出版。

## 故事
與海豚泰蒂絲一起成長的青年·拓海與來自東京的美女歌姬·流香，兩人命中註定的相遇，也互相被對方深深吸引。

## 電視劇
2006年3月27日以TBSDoCoMo特別電視劇形式播出。

### 演員陣容
- 柏木流香：黑木美沙
- 七瀨拓海：松田翔太
- 間宮俊哉：內田朝陽（日语：内田朝陽）
- 江口：佐野泰臣（日语：佐野泰臣）
- 白石亞美：佐藤めぐみ（日语：佐藤めぐみ）
- 柏木泰三：神田正輝
- 惠：中越典子
- 田島美津子：淺野裕子（日语：浅野ゆう子）
- 七瀨留吉：宇津井健

### 工作人員
- 製作：FINE Entertainment（日语：ファインエンターテイメント）
- 製作人：森田真行（日语：森川真行）
- 腳本：
- 導演：伊藤壽浩

## 外部連結
- TBS「ある愛の詩」 （页面存档备份，存于） （日語）